# Olle Jacobsson
Olle Jacobsson, född 3 april 1915 i Eksjö, död 3 november 1966, var en svensk kompositör och musiker (trumpet) och orkesterledare. Han spelade i bland annat Åke Fagerlunds, Thore Ehrlings och Seymour Österwalls orkestrar.

## Filmografi, roller som musiker
- 1943 – En melodi om våren